# Prosopographia Imperii Romani
Prosopographia Imperii Romani (сокращенно PIR или PIR2 для второго издания) — просопографический справочник Римской империи от времени правления императора Августа до конца III века, в котором перечисляются все известные представители сенаторского класса (сенаторы и члены их семей), а также другие значительные персоналии, в основном из всаднического сословия. Включены также римские императоры, их семьи, а также состоящие с ними в родстве иностранные правители. PIR является важнейшим инструментом для просопографического изучения Римской империи. Включённые в PIR лица перечислены в алфавитном порядке согласно их римским именам. Указаны и, при необходимости, цитируются известные источники (особенно надписи, папирусы и монеты), на основании которых составлено биографическое описание. При этом указаны занимаемые должности, родственные связи (в том числе в виде генеалогических деревьев) и возможные случаи литературной деятельности. Языком справочника является латинский.

## История создания
Проект создания PIR был начат по инициативе Теодора Моммзена (1817—1903), представившего 31 марта 1874 года на пленарном заседании Прусской академии наук доклад о необходимости предприятия подобного рода. По мнению великого немецкого историка, составление хронологического перечня консулов, губернаторов и прочих магистратов было бы ценным справочным материалом для свода римских надписей Corpus Inscriptionum Latinarum, работа над шестым томом которого в то время велась. Детального обоснования, почему данное начинание будет ценным для классических исследований, Моммзен ни в этот раз, ни позднее, не предоставил. Согласно представлениям Моммзена, собранный биографический материал был нужен в той мере, в которой он был полезен для изучения древнеримских надписей. Соответственно, персоналии периода Республики и Поздней античности в справочник не предполагалось включать. Одобрение Академии было получено и было выделено финансирование: 600 талеров сразу и 24 500 марок между 1877 и 1890 годами. Работа над первым изданием началась в 1883 году Германом Дессау (1856—1931), Элимаром Клебсом (1852—1918) и Паулем фон Роденом (1862—1939). К 1890 году основная работа была закончена, в 1891 году рукописи были сданы в издательство, но только к 1897 году все три тома увидели свет.
К моменту завершения публикации стало ясно, что количество не использованного материала очень велико и необходимо новое издание. Дискуссия в Академии по этому вопросу началась в начале XX века. Обсуждался вопрос о том, что следует расширить круг включаемых в издание лиц, прежде всего за счёт всадников. В 1915/16 году решение было принято, и работу над новым изданием возглавил Герман Дессау, позднее передавшим эту задачу пражскому профессору Эдмунду Гроагу (1873—1945) и венскому библиотекарю Артура Штайну (1871—1950). Временные границы были установлены от сражения при Акциуме в 31 году до н. э. до начала правления Диоклетиана в 284 году. Первые два тома (A-C) обновлённого издания вышли в 1933 и 1936 году соответственно. По сравнению с первым изданием объём был существенно расширен. Так, на букву A было 1673 статьи, по сравнению с 1359 в первом издании. Однако, поскольку оба основных автора были евреями, дальнейшая работа была сопряжена со значительными трудностями. Третий том (D-F) вышел в 1943 году, но на титульном листе имён Гроага и Штайна не было. Вскоре после этого Штайн был отправлен к концлагерь Терезиенштадт. Тем не менее, оба учёных пережили войну, но после их смерти оказалось, что они не успели подготовить себе преемников. Начиная с 1951 года работа над PIR возобновилась, хотя и в очень ограниченной степени, под руководством Лейвы Петерсен (1912—1992) в Немецкой академии наук (позже Академии наук ГДР). В 1952 году были изданы материалы на букву G, которые успел собрать Гроаг, а в 1956 году на букву H. Работа продвигалась не очень быстро, поскольку Л. Петерсен была по образованию классический филолог, а не историк, и много её времени занимало руководство издательством Бёлау; другие участники проекта, Клаус Вахтель (Klaus Wachtel) и К.-П. Йоне, также имели другие обязанности. В 1966 году был опубликован том с буквой I. К этому времени проект потерял поддержку Академии, поскольку его цели стали не вполне совместимыми с задачами социалистической науки. Некоторые исследователи хотели прекратить в нём своё участие, и только случайное высказывание Э. Хонеккера в ходе посещения Академии удержало их от этого шага. Дальнейшая работа продвигалась медленно, и новые тома появлялись редко — в 1970 (L), 1983 (M), 1987 (N-O). Последние тома были выпущены уже после ухода в отставку Л. Петерсен.
После объединения Германии проектом стала заниматься новообразованная Берлинско-Бранденбургская академия наук. В 1994 году проекту было предоставлено новое помещение. В это время его возглавил Вернер Эк. Новые тома выходили в 1998 (P) и две части 1999/2000 (Q-R) годах. Предполагалось, что к концу 2005 года издание справочника будет завершено, но этого не достичь не удалось, и 31 декабря 2006 года закончился срок действия PIR как проекта Академии. В конце 2006 года вышел том с буквой S. Работа над завершением издания продолжилась вне программ Академии. В 2009 году появилась главы 1 тома 8; работа над буквой T была завершена при поддержке Академии и фонда Фрица Тиссена. В ноябре 2015 года был издан последний том последней главы с оставшимися буквами U/V-Z. Таким образом, после 82 лет работы второе издание Prosopographia Imperii Romani было завершено.
С 1998 года записи помещались в базу данных, которая с 2004 года не обновляется и отмечена как завершённая. Перечень включённых в справочник лиц и база данных с поправками и дополнениями доступны для просмотра через Интернет.
Хронологическим продолжением данного справочника является Prosopography of the Later Roman Empire.